# Balneário Camboriú
Balneário Camboriú é um município brasileiro localizado no litoral norte do estado de Santa Catarina, Região Sul do país. Pertence à Região Metropolitana da Foz do Rio Itajaí e encontra-se a cerca de 80 km da capital do estado, Florianópolis. Sua população, de acordo com o Censo de 2022, é de 139.155 habitantes, porém pode chegar a mais de um milhão durante o verão.
A cidade, com suas colinas íngremes que caem até o mar, é popular entre os sul-americanos. A principal via beira-mar é a Avenida Atlântica. Tem um teleférico que liga a praia central da cidade à praia de Laranjeiras. 
Em uma reportagem publicada pela revista Forbes, em fevereiro de 2012, sobre a ascensão da música eletrônica no Brasil, Balneário Camboriú foi classificada como "a capital da música eletrônica" no país. A cidade também é conhecida pelo apelido de "Dubai Brasileira", devido ao alto número de arranha-céus e turistas. A cidade é servida pelo Aeroporto Internacional Ministro Victor Konder, localizado no município adjacente de Navegantes.
A Ilha das Cabras é um importante ponto turístico e as travessias para a praia próxima de Laranjeiras ocorrem a bordo de navios semelhantes às embarcações piratas do século XVII, que dão uma volta à ilha antes de retornar novamente a Balneário Camboriú. A cidade também tem uma estátua semelhante ao Cristo Redentor no Rio de Janeiro, chamado "Cristo Luz", mas com algumas diferenças: é um pouco menor que o Redentor e retrata Jesus com um círculo no ombro esquerdo, simbolizando o Sol, que abriga um holofote que brilha para toda a cidade.
Balneário Camboriú é o segundo menor município de Santa Catarina em área, perdendo apenas para Bombinhas.

## Topônimo

Do tupi: kamburi, camurim (ou robalo, espécie de peixe), e 'y, rio. Ambos os termos estão em relação genitiva, o que dá a ideia de origem, pertencimento, e enseja a inversão dos termos (conforme indicam as setas).

Há duas versões quanto à origem do topônimo Camboriú. Uma de origem popular, devido a uma acentuada curva do rio perto da foz, diz que, quando indagados por alguém à procura de uma pessoa, os moradores dali diziam: "camba o rio", vocábulo muito usado pelos pescadores da região. A segunda versão (e mais aceitável) é a do padre Raulino Reitz: mapas bem antigos assinalam o nome rio Camboriú antes da haver povoamento de origem europeia na área; o topônimo Camboriú viria, então, do tupi, formado pela aglutinação das palavras kamuri, ou kamburi (robalo ou camurim, nome de um peixe) e  'y (rio). Segundo essa versão, portanto, "Camboriú" significaria "rio dos robalos", "rio dos camurins".
Do latim balneariu, o topônimo Balneário é um adjetivo relativo a banho. Conforme o Dicionário Michaelis, a palavra refere-se a locais de banho ou estâncias de água onde se empregam banhos medicinais. Já em Portugal, "balneário" pode significar um local devidamente equipado onde se pode tomar banho, trocar de roupa, entre outros.

## História

### Formação administrativa

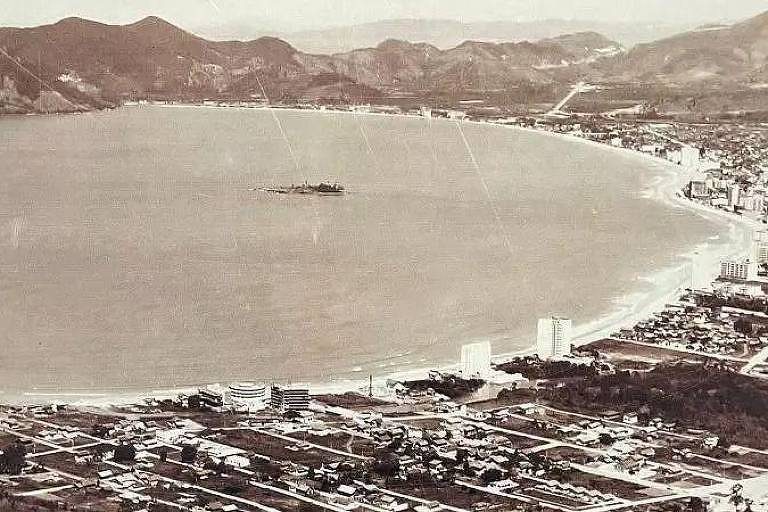
Balneário Camboriú em 1970

O distrito criado com a denominação de Praia de Camboriú foi criado pela lei municipal número dezoito, de 20 de outubro de 1954, subordinado ao município de Camboriú. No quadro fixado para vigorar no período de 1954 a 1958, o distrito de Praia de Camboriú figura no município de Camboriú.[carece de fontes?]
Elevado à categoria de município com a denominação de Balneário de Camboriú, pela lei estadual 960, de 8 de abril de 1964, desmembrado de Camboriú. Sede no antigo distrito de Praia do Camboriú. Constituído do distrito-sede. Instalado em 20 de julho de 1964. Pela lei estadual 5.630, de 20 de novembro de 1979, o município de Balneário de Camboriú passou a denominar-se Balneário Camboriú.
De acordo com o professor da Universidade do Vale do Itajaí, Marcus Polette, um momento importante para o crescimento ocorreu na década de 1960, com a implantação da rodovia BR-101.

## Geografia
De acordo com a divisão regional vigente desde 2017, instituída pelo IBGE, o município pertence às Regiões Geográficas Intermediária de Blumenau e Imediata de Itajaí. Até então, com a vigência das divisões em microrregiões e mesorregiões, fazia parte da microrregião de Itajaí, que por sua vez estava incluída na mesorregião do Vale do Itajaí.

### Clima

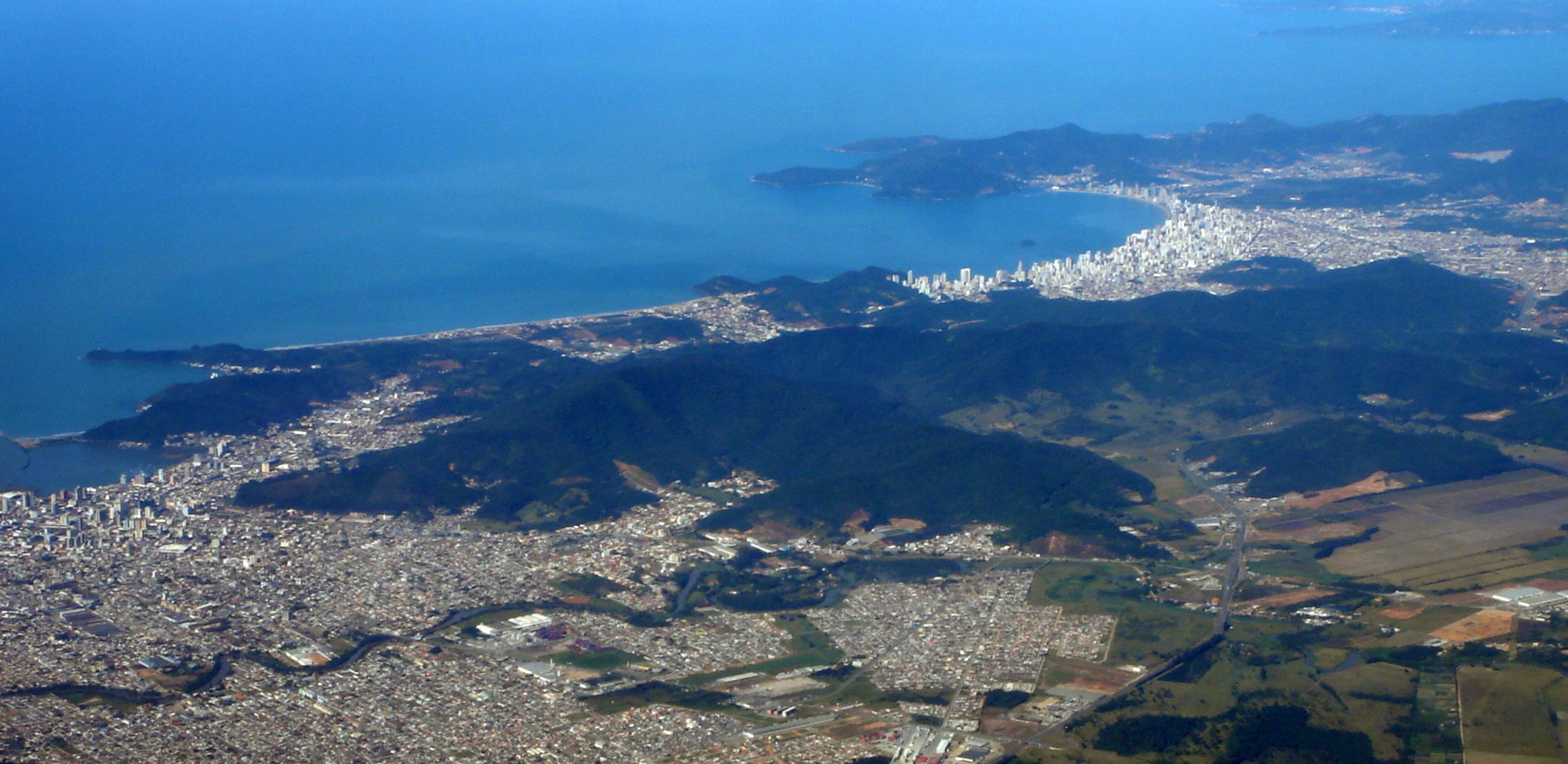
Fotografia aérea de Camboriú e Balneário Camboriú (acima). Abaixo Itajaí e Navegantes cortados pelo Rio Itajaí-Açu

| Dados climatológicos para Balneário Camboriú | Dados climatológicos para Balneário Camboriú | Dados climatológicos para Balneário Camboriú | Dados climatológicos para Balneário Camboriú | Dados climatológicos para Balneário Camboriú | Dados climatológicos para Balneário Camboriú | Dados climatológicos para Balneário Camboriú | Dados climatológicos para Balneário Camboriú | Dados climatológicos para Balneário Camboriú | Dados climatológicos para Balneário Camboriú | Dados climatológicos para Balneário Camboriú | Dados climatológicos para Balneário Camboriú | Dados climatológicos para Balneário Camboriú | Dados climatológicos para Balneário Camboriú |
| Mês                                          | Jan                                          | Fev                                          | Mar                                          | Abr                                          | Mai                                          | Jun                                          | Jul                                          | Ago                                          | Set                                          | Out                                          | Nov                                          | Dez                                          | Ano                                          |
| -------------------------------------------- | -------------------------------------------- | -------------------------------------------- | -------------------------------------------- | -------------------------------------------- | -------------------------------------------- | -------------------------------------------- | -------------------------------------------- | -------------------------------------------- | -------------------------------------------- | -------------------------------------------- | -------------------------------------------- | -------------------------------------------- | -------------------------------------------- |
| Temperatura máxima média (°C)                | 28,9                                         | 28,8                                         | 28,3                                         | 25,8                                         | 23,8                                         | 22,1                                         | 21,3                                         | 21,5                                         | 22,1                                         | 23,7                                         | 25,4                                         | 27,2                                         | 24,9                                         |
| Temperatura média (°C)                       | 24,2                                         | 24,1                                         | 23,5                                         | 20,8                                         | 18,4                                         | 16,7                                         | 15,8                                         | 16,5                                         | 17,8                                         | 19,5                                         | 21                                           | 22,7                                         | 20,1                                         |
| Temperatura mínima média (°C)                | 19,6                                         | 19,5                                         | 18,7                                         | 15,8                                         | 13,1                                         | 11,3                                         | 10,4                                         | 11,6                                         | 13,6                                         | 15,3                                         | 16,6                                         | 18,2                                         | 15,3                                         |
| Precipitação (mm)                            | 186                                          | 209                                          | 166                                          | 131                                          | 105                                          | 82                                           | 79                                           | 96                                           | 119                                          | 146                                          | 115                                          | 135                                          | 1 569                                        |
| Fonte: Climate Data.                         |                                              |                                              |                                              |                                              |                                              |                                              |                                              |                                              |                                              |                                              |                                              |                                              |                                              |

## Demografia

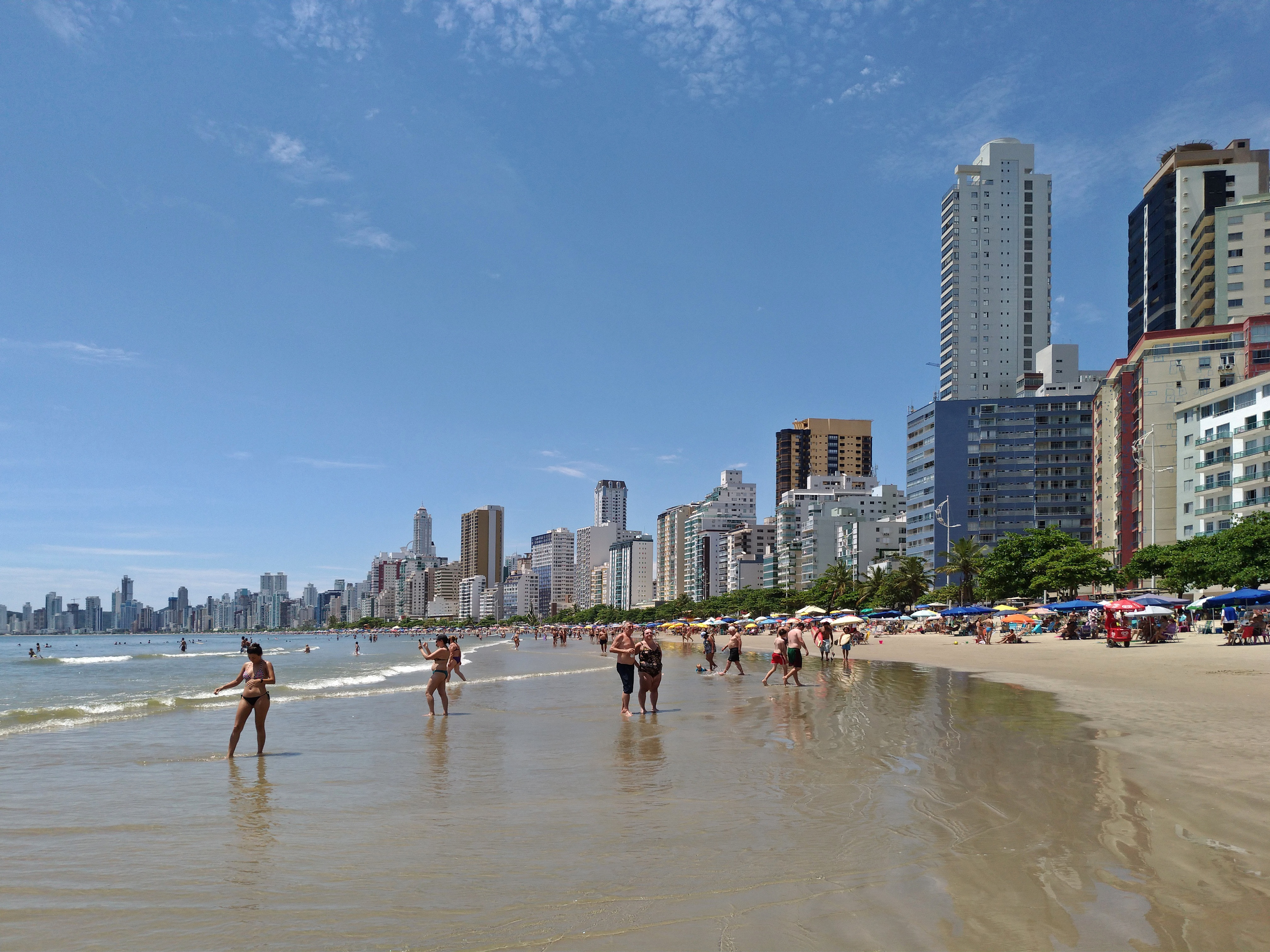
Praia Central, uma das principais da cidade

Destaca-se como o município com maior densidade demográfica de Santa Catarina, com mais de 2 350 habitantes por quilômetro quadrado. Balneário Camboriú possui uma das maiores densidades de prédios do Brasil. Apesar de possuir pouco mais de 120 000 habitantes, sua estrutura de casas, edifícios e hotéis comporta aproximadamente 500 000 pessoas, marca ultrapassada nas noites de réveillon. Balneário Camboriú é um dos municípios em melhor posição em termos de qualidade de vida de Santa Catarina e no Brasil.
Balneário Camboriú possui um Índice de Desenvolvimento Humano Municipal (IDHM) classificado entre os mais altos do país. O índice avalia critérios como educação, demografia, saúde, renda, trabalho, habitação e vulnerabilidade social. A expectativa de vida média no município passou de 70,1 em 1991 para 78,6 anos em 2010. De acordo com uma pesquisa de 2013 feita pela empresa Urban Systems e que avaliou a qualidade de vida das cidades brasileiras, o município ficou com a quinta colocação entre cidades com mais de 100 mil habitantes e a 16ª posição com relação a todos os municípios.
Cerca de 20% da população do município é composta por idosos. A secretaria de Desenvolvimento e Inclusão Social em parceria com a Secretaria de Saúde e com a Fundação Municipal de Esportes oferece atividade física na orla da Praia Central com acompanhamento e monitoramento, enquanto que o Núcleo de Atenção ao idoso (NAI) realiza atendimento de saúde especial para a terceira idade.

## Política

### Cidades-irmãs
As cidades-irmãs de Balneário Camboriú são:
- Águas de Lindóia[22]
- Camboriú[23]
- Gold Coast[24]
- Guarujá[22]
- Lindoia[22]
- Long Beach[25]
- Rio de Janeiro[26]
- Sóchi[27]

## Economia

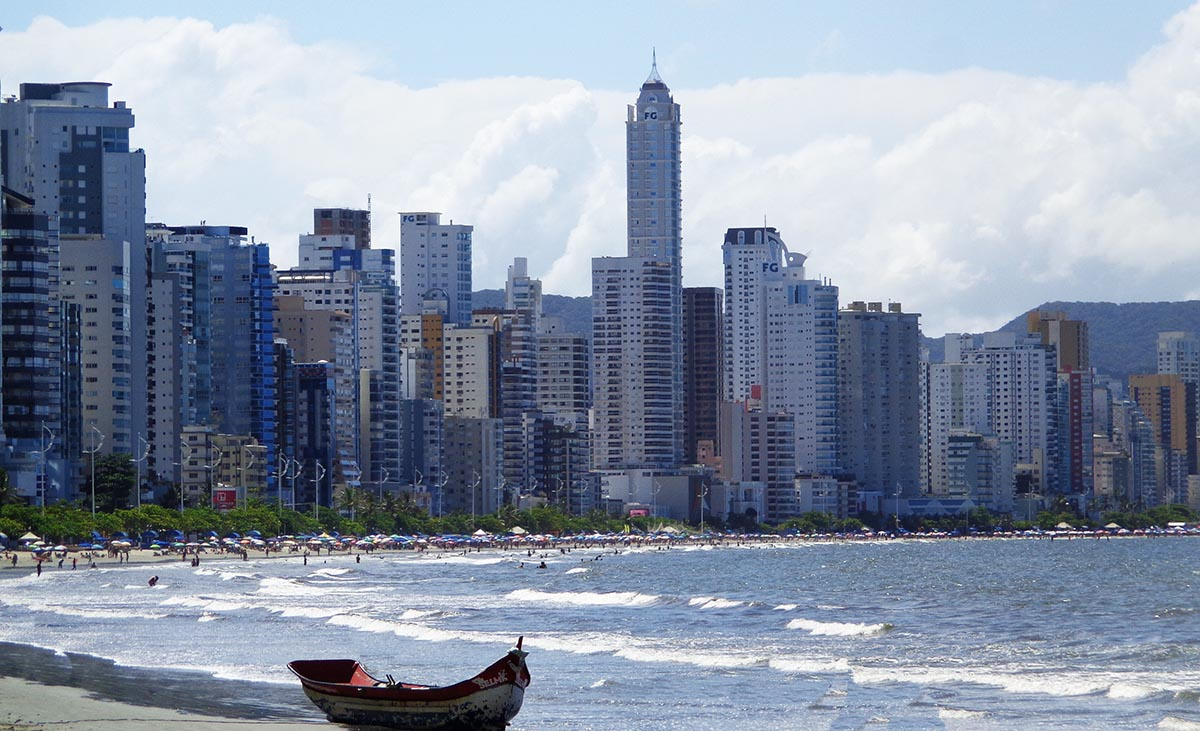
Barra Sul, com destaque para o Millennium Palace, um dos arranha-céus mais altos do país

De acordo com dados do Instituto Brasileiro de Geografia e Estatística relativos a 2016, o Produto Interno Bruto (PIB) municipal era de 4 930 413,26 mil reais. O produto interno bruto per capita era de R$ 37 429,03.

### Turismo
O turismo é a principal fonte de renda da cidade. O município conta com uma população fixa de 128 mil habitantes, mas na alta temporada cerca de 4 milhões de turistas se revezam entre os meses de dezembro, janeiro e fevereiro. Segundo a Secretaria Municipal de Turismo, Balneário Camboriú é considerada um dos principais polos turísticos do Sul do Brasil e recebe turistas de todas as regiões do país e do exterior. São 18 mil leitos divididos entre hotéis, pousadas e casas de veraneio. A cidade também é reconhecida pela sua vida noturna agitada. O setor representa cerca de 13% do PIB da cidade.
Entre os equipamentos turísticos, temos na Barra Sul do município, um teleférico que agrega o Complexo Turístico UNIPRAIAS e que liga a Praia Central à Praia das Laranjeiras e às demais praias da região sul de Balneário Camboriú: Taquaras, Taquarinhas, Pinho, Estaleiro e Estaleirinho. Pinho é a primeira praia de nudismo oficial do Brasil. Essas praias são interligadas por uma estrada denominada Linha de Acesso às Praias (LAP), mais conhecida como Interpraias, que se estende até os limites do município de Itapema.

## Infraestrutura

### Transportes

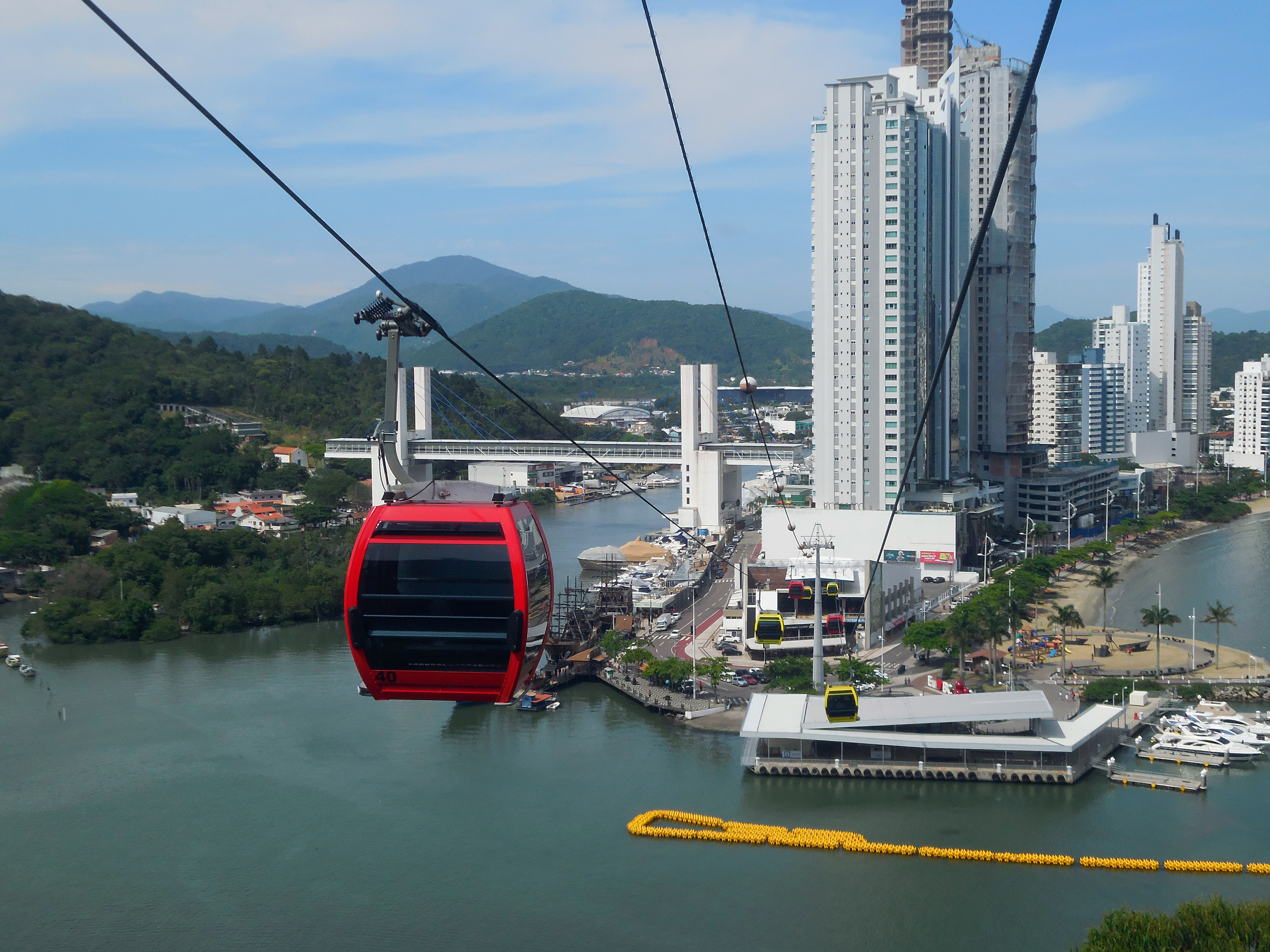
Teleférico Laranjeiras com a Barra Sul ao fundo

Possui sistema não integrado de transporte municipal (sem terminais), operado pela Empresa de Transporte – PGTUR.